# Flip Broekman
Philipus Johannes (Flip) Broekman (Jakarta, 8 juli 1954 – Amsterdam, 20 januari 2019) was een Nederlandse toneel- en liedjesschrijver.

## Loopbaan
Sinds 1981 schreef hij teksten voor (kinder) toneel, cabaret, televisie, radio en muziektheater. Hij was verbonden aan o.a. Theatergroep Carrousel, Adèle Bloemendaal, Toneelgroep Amsterdam, het Ro-theater, De Vooropleiding Theater van Josja Hamann, De Zwarte Hand, het Nederlands Blazers Ensemble en Hummelinck Stuurman Theaterbureau.
Hij schreef liedjes voor o.a. Don Quishocking, Adèle Bloemendaal (Het Vingerlied), Jenny Arean, Lenette van Dongen, Sanne Wallis de Vries, Sesamstraat en De Dijk.
In 2019 speelt van hem Een Goed Mens met Jules Croiset en Victor Reinier in de regie van Johan Doesburg.

## Privéleven
Flip Broekman was getrouwd met actrice Anke van 't Hof. Hij is de vader van acteur en presentator Manuel Broekman en actrice/scenarioschrijfster Medi Broekman.

## Kindertoneel- en familievoorstellingen
- 1982 Jason en zijn helden, door Carrousel
- 1983 De Tranen van Robin Hood, door De Soepgroep
- 1983 De jongen die te veel wist, door Carrousel
- 1983 De komst van Daniel Roos, door De Zwarte Hand
- 1984 Meneer Mengsel houdt zijn mond, door Dames en Heren
- 1985 Dame in het rood, door Werk in Uitvoering
- 1986 Villa Vuilnisbak, door Carrousel
- 1986 Jenever en Banaan, door De Zwarte Hand
- 1989 Vaarwel Marie, door De Zwarte Hand
- 1999 Ja zuster nee zuster (in samenwerking met Jacques Klöters en Frank Houtappels), door Het Rotheater
- 2003 Het Myrakel van Hansje Brinker (in samenwerking met Bruun Kuyt), door Tryater
- 2006 Kleine Zeemeermin (in samenwerking met Bruun Kuyt), door Theatermakerij
- 2007 Verdwenen Zuster, door John Buysman en Het Rotterdams Philharmonisch Orkest

## Toneel
- 1983 Bob & Willy (in samenwerking met Wim Busink), door Het Shaffyheater
- 1984 Wolvenbocht I, door Carrousel
- 1984 Net zo lief een aap, door Carrousel
- 1985 Op weg naar Acapulco I, door Het Shaffyheater
- 1985 Wolvenbocht II, door Vooropleiding Groningen
- 1986 Kleine Annonce, door De Theaterunie
- 1987 Woutertje Pieterse, door Theater Theater
- 1990 Het Been, door Vooropleiding Groningen
- 1990 Peer Gynt, door Theater Oosterpoort Groningen
- 1990 Home Sweet Home, door Vooropleiding Groningen
- 1991 Op weg naar Acapilco II, door Toneelgroep Amsterdam
- 1993 Het meisje aan de overkant, door Theaterunie
- 1995 De wraak van Sancho Panza, door Vooropleiding Groningen
- 2002 De Verlosser, door Theater Bellevue
- 2005 Herfstsonate (in samenwerking met Lodewijk de Boer), door Hummelinck Stuurman
- 2011 Emma's Feest, door Hummelinck Stuurman
- 2014 Beschuit me muisje, door Hummelinck Stuurman

## Muziektheater en opera
- 2001 Stalin of de smaak van paardenhaver (muziek: Jan Bus), door De Balie
- 2005 Amor en Psyche (muziek: Jan Bus), door De Brakke Grond
- 2007 Drebbel, het volmaakte rood (muziek: Kees Wieringa), door De Caravaan
- 2012 Naam Vergeten, door De Parade
- 2014 'Club 27, door De Parade
- 2015 Fledermaus (muziek: Johans Strauss, Vincent van Warmerdam), door Het Nederlands Blazer Ensemble
- 2016 De Seewolf (in samenwerking met Jan Boerstoel, Hans Dorrestijn, muziek: Martin van Dijk), door Theater Bellevue
- 2017 Don Giovanni (muziek: Mozart), door Het Nederlands Blazers Ensemble

- Gemeinsame Normdatei: 1169097685
- Virtual International Authority File: 550154015339109310003